# Уруку (нафтогазоконденсатне родовище)
Родовище Уруку (порт. Urucu) — нафтогазоконденсатне родовище в бразильській Амазонії. Розташоване за 650 км на південний захід від столиці штату Амазонас міста Манаус. Відноситься до нафтогазоносного басейну Solimões.

## Характеристика
Відкрите 1986 року. Складається з трьох частин — Уруку-річка, Східне Уруку та Південно-східне Уруку. На хід розвідки та розробки значний вплив здійснюють важкі кліматичні умови та слабкий розвиток інфраструктури. Для розвідки застосовували буровий верстат, який переміщується за допомогою гелікоптерів, що робило свердловини за вартістю наближеними до офшорних. З метою подальшого експлуатаційного буріння верстати перевозились баржами та встановлювались на підготовані місця, з яких здійснювалось спорудження куща свердловин. Базою для операцій став створений в усті річки, що дала назву родовищу, пункт Порто-Уруку. Сюди вантажі доставляються водним шляхом із Манауса, на що потрібно більше тижня.
В 1991 році спорудили компресорну станцію, яка дозволила закачувати назад в резервуар попутний нафтовий газ, що до того просто спалювався. З 1993-го введена в дію установка підготовки газу Polo Arara, на якій відбирається частина пропан-бутанової фракції. Для транспортування останньої наприкінці 1990-х спорудили спеціальний трубопровід ЗНГ Уруку – Коарі.
Станом на 2010 рік на родовищі Уруку для видобутку нафти спорудили 60 експлуатаційних та 20 нагнітальних свердловин, що забезпечувало видобуток на рівні 50 тисяч барелів на добу. При цьому більше 80 % видобутого газу закачувалась назад у резервуар для підтримки пластового тиску, тоді як на установці Polo Arara відбувалось вилучення до 2 млн м³ ЗНГ на добу.
В 2009 році ввели в експлуатацію другу ділянку газопроводу Уруку – Коарі – Манаус, який дозволив перейти до повномасштабної розробки запасів газу, які за оцінкою складають 98 млрд м³.